# Maria Himmelskron (Heusenstamm)

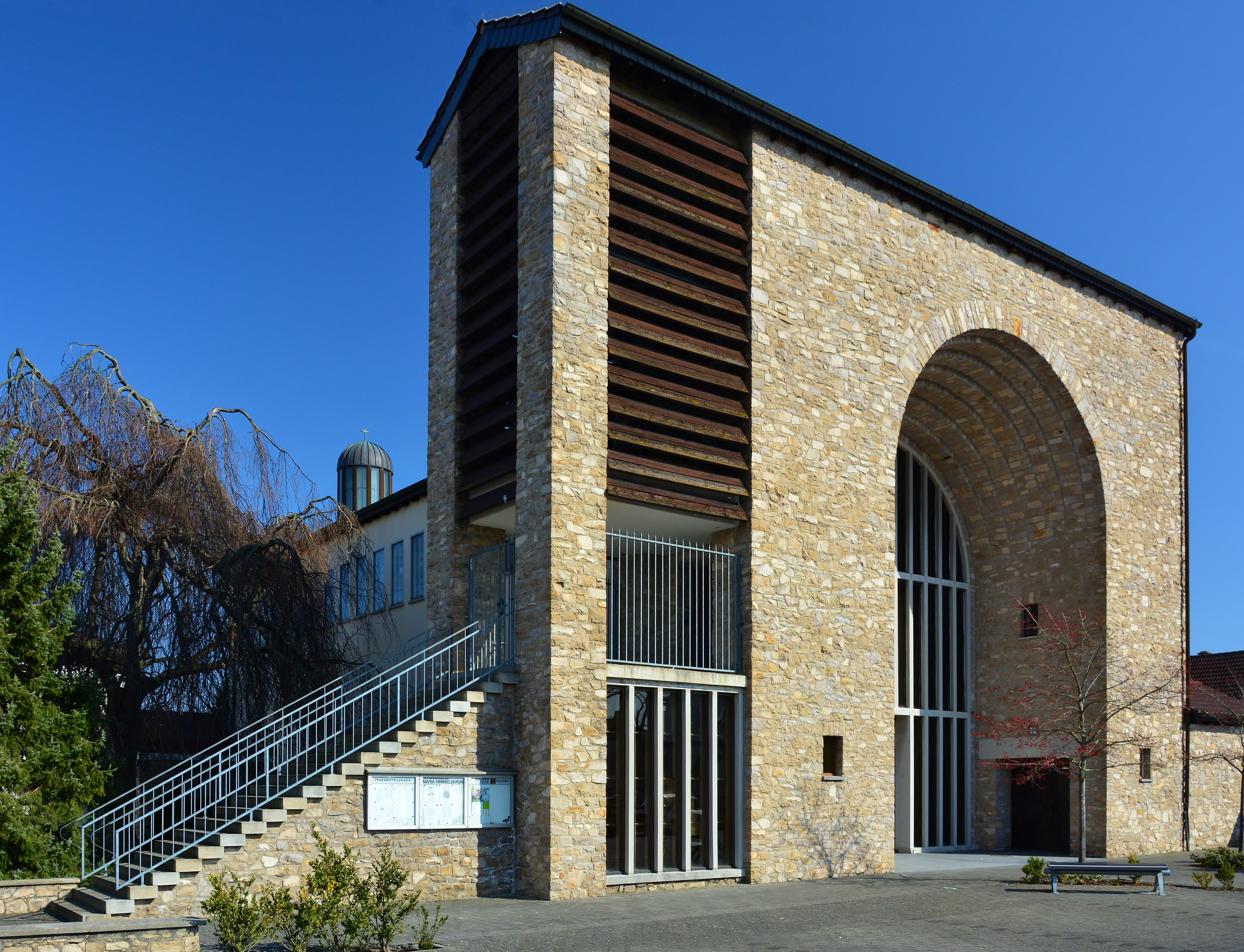
Die Kirche Maria Himmelskron in Heusenstamm, erbaut 1955–1956

Die römisch-katholische Pfarrkirche Maria Himmelskron ist ein unter Denkmalschutz stehendes Kirchengebäude in Heusenstamm, einer Stadt im südhessischen Landkreis Offenbach. Die Pfarrgemeinde gehört zum Pastoralraum Heusenstamm-Dietzenbach der Region Mainlinie im Bistum Mainz. Die im Stil der Moderne errichtete, zweite Pfarrkirche in Heusenstamm steht unter dem Patrozinium Mariens als Himmelskönigin.

## Geschichte
Bereits nach Ende des Ersten Weltkriegs war die Errichtung eines zweiten katholischen Kirchengebäudes in Heusenstamm geplant gewesen. Realisiert wurde dieses Vorhaben allerdings erst etwa 30 Jahre später, als die Mutterkirche St. Cäcilia aufgrund des Zuzugs vieler katholischer Flüchtlinge nach Ende des Zweiten Weltkriegs nicht mehr genügend Platz für die katholischen Gläubigen bot.
Die Pläne für den Kirchenneubau wurden in den Jahren 1954 und 1955 vom Offenbacher Architekten Carl Müller entworfen. Nachdem im Februar 1955 der Bau der neuen Pfarrkirche bewilligt und vom Bischöflichen Ordinariat auch offiziell angeordnet worden war, folgte im August 1955 die Grundsteinlegung. 
Für die Errichtung der massiven, monumentalen Kirchvorderfront wurden Trachyt-Bruchsteine verwendet, die aus dem ehemaligen Steinbruch der Heusenstammer Grafenfamilie Schönborn am Hohen Berg stammten. Aus Kostengründen wurde auf einen in den Plänen vorgesehenen Campanile verzichtet. Auch die Krypta der Kirche ist in den ursprünglichen Bauplänen der Kirche nicht vorgesehen gewesen, wurde aber nach Fehlern bei den Fundamentierungsarbeiten ins Baukonzept aufgenommen.
Der Rohbau war im November 1955 fertiggestellt; am 4. und 5. August 1956 wurde die neue Kirche durch den Mainzer Bischof Albert Stohr geweiht. Da der Kirchenneubau in den 1950er-Jahren noch mitten im Feld stand und über keine ausgebaute Straße mit dem Ort Heusenstamm verbunden war, wurde die Kirche in der Bevölkerung auch „Maria im Felde“ genannt.
Aufgrund von Schäden im Chorraum und in der Deckenverkleidung waren bis 1980 immer wieder kleinere Reparaturarbeiten nötig. Eine umfangreichere Renovierung der Kirche wurde 2005 vorgenommen, in deren Zuge auch die Altarwand im Chorraum vom Mainzer Künstler Eberhard Münch farblich gestaltet wurde mit dem Ziel, die Kreuzigungsgruppe über dem Hochaltar stärker in Szene zu setzen. Seitdem verbindet ein senkrecht verlaufendes, rötliches Farbband Boden, Tabernakel, Kreuz und Decke miteinander und soll die Verbindung zwischen Himmel und Erde über Jesus Christus symbolisieren. Die rötliche Farbe soll einerseits die Wärme und Liebe Gottes zu den Menschen zum Ausdruck bringen, steht aber andererseits auch mit dem Kreuzestod Jesu in Verbindung. Die ab der Höhe des Tabernakels beginnenden, in Gelbtönen gehaltenen Kreise, in deren Mittelpunkt das Kreuz steht, bringen die österliche Auferstehungshoffnung zum Ausdruck.

## Baubeschreibung
Die Pfarrkirche Maria Himmelskron liegt südwestlich der Heusenstammer Altstadt und westlich der Bahnstrecke nach Dietzenbach und Offenbach. Der große Kirchenvorplatz ist umgeben von einer niedrigen Mauer, die wie auch das Kirchengebäude unter Denkmalschutz steht.
Die monumentale naturverkleidete Schildfassade weist eine sprossenförmig verglaste Rundbogenöffnung auf und stellt die Kirchvorderfront dar. Dahinter schließt das sattelbedachte verputzte Kirchenschiff an, das durch einen halbkreisförmigen, mit einer tambourähnlichen Lichtkuppel bekrönten Chorraum im Nordosten abgeschlossen wird.
Der Haupteingang im Rundbogen der Schildfassade führt über ein Foyer in das Hauptschiff, welches durch einen breiten, auf den Altarraum zustrebenden Mittelgang in zwei Bankblöcke gegliedert wird. Auf halber Höhe des halbkreisförmig abgeschlossenen Stufenberges befindet sich der Volksaltar, auf voller Höhe an seinem Ende der Hochaltar mit Tabernakel. Im Nordosten schließt ein Seitenschiff an das Hauptschiff an.

## Ausstattung
Die Kirche beherbergt in ihrem Inneren eine barocke Kreuzigungsgruppe, die im Jahr 1709 von einem unbekannten Künstler aus Sandstein geschaffen wurde. Sie stand ursprünglich auf dem die Pfarrkirche St. Cäcilia umgebenden Friedhof und wurde von der Mutterkirche für den Chorraum von Maria Himmelskron gestiftet. Sie befindet sich über dem Hochaltar der Kirche, der Reliquien der „Katakombenheiligen“ Auctus und Felicissimus enthält. Der von 1991 bis 1992 aus Sandstein gefertigte Volksaltar des Bildhauers Klaus Rolke aus Neckarsteinach beherbergt eine Reliquie des seliggesprochenen Adolf Kolping.

## Glocken
Das Geläut von Maria Himmelskron setzt sich aus vier Glocken zusammen, die 1955 von der Glockengießerei Friedrich Wilhelm Schilling in Heidelberg hergestellt wurden. Beim Läuten aller Glocken erklingt der Vierklang e′ – g′ – a′ – c″.